# Mésange jaune
Machlolophus aplonotus
Espèce
Statut de conservation UICN

 NE  : Non évalué
La mésange jaune (Machlolophus aplonotus)  est une espèce de passereaux de la famille des paridés.

## Taxonomie
Auparavant, elle était classée dans le genre Parus, mais en 2013, la phylogénétique moléculaire la classa dans les Machlolophus,.

## Galerie

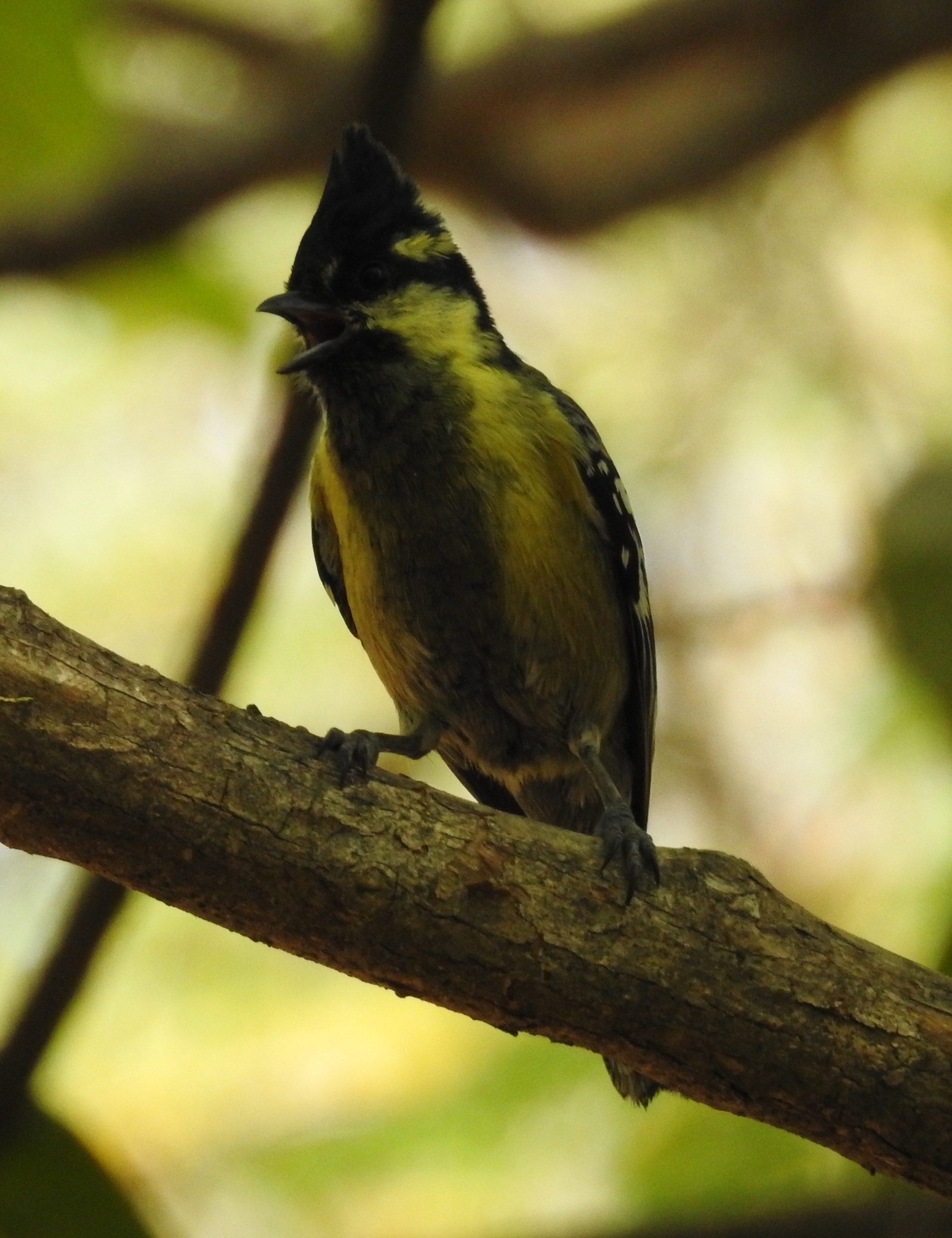
Individu vu près de Pune, en Inde
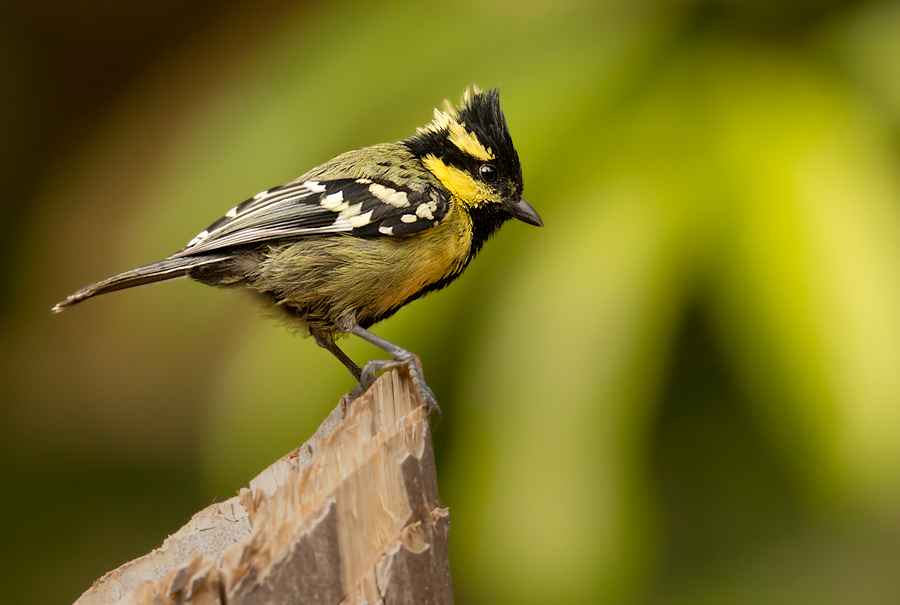
Photo prise à Dandeli (en), en Inde
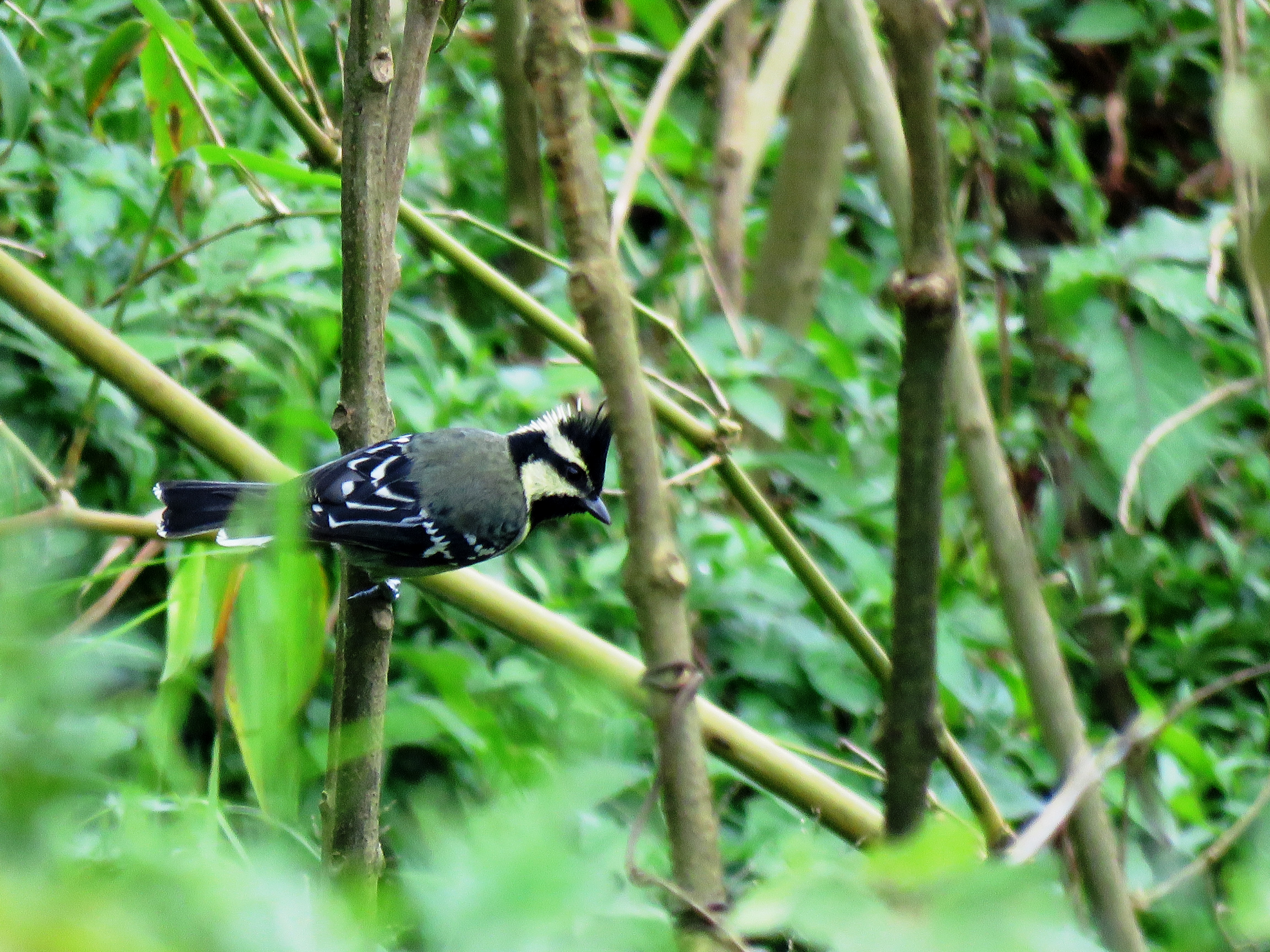
Oiseau croisé à Valparai